# Bombard (Maupassant)
Pour les articles homonymes, voir Bombard.
Bombard est une nouvelle de Guy de Maupassant, parue en 1884.

## Historique
Bombard est initialement publiée dans le quotidien Gil Blas  du 28 octobre 1884.

## Résumé
Sur les planches de Trouville, Simon Bombard cherche une femme, « celle qui le ferait riche. » Ce sera une Anglaise...

## Éditions
- 1884 -  Bombard, dans Gil Blas
- 1886 -  Bombard, dans Toine aux éditions Marpon-Flammarion, coll. Bibliothèque illustrée.
- 1979 -  Bombard, dans Maupassant, Contes et Nouvelles, tome II, texte établi et annoté par Louis Forestier, éditions Gallimard, Bibliothèque de la Pléiade.